# Fiat Tipo 3000
De Fiat Tipo 3000 is de eerste tank die in Italië in serie werd geproduceerd. Het werd de standaard tank van het Italiaanse leger in de jaren na de Eerste Wereldoorlog. Het ontwerp van de tank was gebaseerd op de Renault FT.

## Achtergronden
Toen Italië zijn troepenmacht in 1917 met tanks wilde uitrusten, verzocht men eerst Frankrijk om de leverantie van 1500 Schneidertanks. Frankrijk was echter simpelweg niet in staat zoveel voertuigen extra te produceren en begon overigens zelf snel alle interesse in zijn eerste eigen tank te verliezen. Het waarom daarvan werd de Italianen al meteen duidelijk toen ze het plan opvatten die Schneider dan maar zelf te produceren: bij beproeving van een uit Frankrijk gehaald exemplaar bleek alras dat het voertuig zeer slecht ontworpen was. Men moest dus op zoek naar een andere tank. Ondertussen was men begonnen aan de ontwikkeling van de eerste Italiaanse tank: de Fiat Tipo 2000. Dit voertuig, hoewel veel beter dan de Schneider, was echter te zwaar en te duur om in zeer groot aantal te produceren. Toen in 1918 duidelijk werd dat Frankrijk een nieuwe lichte tank in massaproductie genomen had, de FT-17, was de Italiaanse belangstelling dan ook groot. Drie FT-17's werden naar Italië verzonden voor beproeving. Dit tanktype voldeed aan alle verwachtingen. Opnieuw bleek echter dat de Franse productiecapaciteit tekortschoot. Daarop werden contacten gelegd met Renault voor licentiebouw. Maar Louis Renault stelde daarbij zulke buitensporige financiële eisen – vermoedelijk omdat het hem eerder gelukt was de Amerikanen het vel over de oren te halen bij de licentiebouw van de Six Ton Tank – dat de onderhandelingen stukliepen. Hierop besloten de Italianen de FT-17 maar brutaalweg te kopiëren, daarbij natuurlijk gebruikmakend van het feit dat men al drie exemplaren bezat. Fiat kreeg een bestelling van 1400 van deze kopie: de Carro Armato Fiat Tipo 3000. De eerste tanks moesten geleverd worden in mei 1919, de Prado- en Ansaldofabrieken zouden daarna een deel van de productie voor hun rekening nemen.
Men was al begonnen met het opmeten van de FT-17, toen er een onverwacht snel einde aan de oorlog kwam. De bestelling werd teruggebracht tot honderd. De ontwikkeling had nu geen haast meer en als gevolg daarvan ging het ontwerp steeds meer afwijkingen van het origineel vertonen. In 1920 was het eerste prototype klaar; in juni 1921 begon de productie van wat later dan ook het Model 21 zou heten; in 1922 werd deze beëindigd; de productie van reserveonderdelen liep door tot in 1923.

## Beschrijving
Op het eerste gezicht lijkt de Fiat 3000 als twee druppels water op de FT-17. Een nadere beschouwing doet ons echter ontdekken dat in feite geen enkel onderdeel identiek is aan dat van het Franse voorbeeld. De belangrijkste uiterlijke verschillen zijn: de zwaardere draagbalk van het loopwerk, een metalen in plaats van een houten klimwiel, lichtere rupsbanden, verticale verstevigingsbalken voor de staart die meteen als krik gebruikt kunnen worden, het ontbreken van een luik in de (bredere) neus en de grotere en vooral veel hogere koepel (2,22 meter). Die draagt twee nevengeplaatste 6,5 mm SIA machinegeweren. Door de hogere toren kan de schutter rechtop staan in de tank; maar de echte reden ervoor is dat de machinegeweren een verticale voeding hebben. Ondanks al dat extra gewicht is de tank toch lichter: de toepassing van pantserplaten van maximaal 16 mm dikte houdt het gewicht op een bescheiden 5,6 ton. Omdat ook nog de viercilindermotor sterker is met 53 pk, ligt de maximumsnelheid flink hoger: ongeveer 20 km/u. Voor de grotere motor was in het chassis van de FT-17 geen plaats; de Italianen kiezen er niet voor, zoals de Amerikanen later experimenteel zouden doen, om de romp te verlengen, want het zwaartepunt ligt al te ver naar achteren. In plaats daarvan wordt de romp verbreed tot 1,68 m en de motor er schuin ingezet, een ontwerptruc die later nog heel populair zou worden. Anders dan bij de FT-17, die gewoon volliep, wordt die romp nu waterdicht gemaakt: dat is vooral belangrijk omdat de motor zo laag mogelijk geplaatst wordt om het klimvermogen in berggebied te verbeteren. Doordat de tank zo slecht uitgebalanceerd is, blijft dit echter een zwak punt

## Fiat B
Vanaf 1930 wordt de tank gemoderniseerd. De machinegeweren worden vervangen door een 37 mm kanon Lang 40 met een aanvangssnelheid van 762 m/s met 68 (pantser)granaten van 680 gram. Er blijft één coaxiaal FIAT 29 machinegeweer met een munitievoorraad van 5670 kogels. De ophanging wordt versterkt door vier dwarsbalkjes in de draagbalk aan te brengen, de motor vervangen door een 63 pk versie die de maximumsnelheid op 24 km/u brengt, ondanks een toeneming van het gewicht tot 5,9 ton. Hiervoor moet echter de benzinetank verkleind worden van 90 naar 85 liter, zodat het rijbereik daalt van 135 naar 90 kilometer. Dit type noemt men de Fiat (3000) B. De oorspronkelijke versie heet dan de Fiat A. In 1940 worden die aanduidingen vervangen door Carro d'assolto leggero FIAT 3000 5/21 respectievelijk 5/30; dus het "Model 21" en het "Model 30" - de "5" duidt op het gewicht.
Overigens zijn niet alle verbeteringen gelijktijdig uitgevoerd: zo reden er nog eind jaren dertig tanks rond die al wel de nieuwe motor bezaten, maar nog niet het kanon. De mechanische verbeteringen waren het meest dringend omdat het onderhoud van de tanks een hopeloze zaak geworden was en de inzetbaarheid tot nihil dreigde terug te vallen. De directe aanleiding tot de verbeteringsoperatie was een catastrofaal verlopen oefening in de Alpen in 1929.
Naast de kwaliteit heeft men ook oog voor de kwantiteit: men besluit het aantal inzetbare tanks met 48 te vergroten. Dit gebeurt niet zozeer door hele nieuwe voertuigen van de productieband te laten lopen als wel door het extra produceren van reserveonderdelen, complete pantsersets daarbij inbegrepen. Die worden aan de werkplaatsen van de bataljons geleverd en die bouwen ze - als het zo uitkomt en met gebruikmaking van allerlei ouder materieel - om tot nieuwe(re) tanks. Vanaf 1935 worden de SIA-machinegeweren als ze versleten raken, vervangen door die van het FIAT 14/35 type. Dat heeft een andere voeding en daarom worden de wapens hoger in de koepel geplaatst. De twee soorten aandrijving en drie typen bewapening werden vrij willekeurig gecombineerd zodat er op den duur zes verschillende configuraties naast elkaar bestonden, tot wanhoop van latere historici, die soms de fout maken ze te interpreteren als opeenvolgende productievarianten. De verwarring wordt nog vergroot doordat de Italianen kennelijk het kenmerkend onderscheid tussen A en B type eerst in de aandrijving zagen liggen en later in de bewapening. Nog ingewikkelder wordt het in 1939: toen moesten verschillende tanks hun 37 mm kanon (waarvan er te weinig geproduceerd konden worden) afstaan aan de nieuwe M11/39's; ze werden opnieuw met machinegeweren uitgerust.
Ook de twee nog overblijvende FT-17's, die eerder met Italiaanse machinegeweren waren uitgerust, werden in de jaren dertig omgebouwd met een lang 37mm-kanon; één daarvan staat nog als monument in Italië - met een plaquette die "FIAT 3000B" vermeldt.

## Operationele Geschiedenis
In 1921 wordt de eerste Compagnia autonoma carri armati opgericht. Die wordt in 1922 vervangen door de I Gruppo Carri Armati, in 1924 aangevuld door de II Gruppo Carri Armati. Tanks maken dan nog deel uit van de artillerie. Dat verandert vanaf 1926. Ze worden zogenaamde Fanteria carrista, dus onderdeel van het wapen van de Infanterie. In 1927 worden alle tanks ondergebracht in een overkoepelend Reggimento Carri armati met vijf bataljons met ieder vier compagnieën van negen stuks (twee pelotons van vier plus een commandotank). De organieke sterkte ligt dus op 180 tanks; de feitelijke sterkte noodzakelijkerwijs op de helft van dat aantal. Ze worden ingezet in Libië tegen opstandige stammen (vanaf februari 1926) en bij de aanval op Abessinië (1935).
Op 15 september 1936 wordt deze indeling omgezet in één met vier Reggimenti Fanteria carrista; ieder regiment heeft één bataljon met de Fiat 3000, naast bataljons met de Carro L3/33 tankette. De organieke sterkte van in totaal 144 sluit nu beter aan bij het feitelijke aantal tanks. In augustus 1937 worden die regimenten ondergebracht in twee Brigate, die op hun beurt op 1 februari 1939 weer worden samengevoegd in de eerste pantserdivisie, de 131e Divisione Corazzata Ariete, die later nog zijn lauweren zou verdienen in de woestijnoorlog in Libië. Vanaf mei dat jaar worden de Fiat 3000's echter al uitgefaseerd voor 100 M11/39's, maar bij het uitbreken van de Tweede Wereldoorlog weer in dienst genomen bij een tweederangs eenheid: de 133e Divisione Corazzata Littorio, die zoals de naam al aangeeft de kusten van het moederland moet verdedigen. Zo vechten twee compagnieën daaruit bij de laatste inzet van het type in 1943 tegen de geallieerde invasie van Sicilië. Sommige bronnen vermelden ook nog een inzet bij de Italiaanse aanval op Griekenland eind 1940. Een inventarislijst uit juni 1940, als Italië bij de oorlog betrokken raakt door Frankrijk aan te vallen, vermeldt 127 Fiat 3000's. Het aantal ligt lager dan 148 door het onvermogen van de werkplaatsen hele tanks in dienst te houden, door het afstaan van chassis voor experimenten en vooral door het exporteren van voertuigen zonder compenserende nieuwbouw.
Een aantal exemplaren is geëxporteerd naar Argentinië, Denemarken, Letland, Spanje, Albanië en Abessinië. Eén voertuig werd op 15 mei 1924 aan het Argentijnse leger geleverd; dit deed tot 1943 dienst. Een Deense delegatie woonde in 1926 een beproeving bij en bestelde daarop één exemplaar dat in 1928 geleverd werd voor een prijs van 30.500 Deense Kronen. Al in 1932 was dat zo versleten dat het uit dienst genomen moest worden en zijn leven eindigde als schietdoel. Ook Letland deed zijn bestelling in 1926, in dit geval van zes stuks, geleverd in september 1927. De Letse tanks werden uitgerust met een Frans 37 mm Puteaux kanon. Abessinië verwierf in 1925 één exemplaar, dat met nieuwe kortere machinegeweren werd uitgerust en in 1930 drie van het B type. Spanje heeft één voertuig aangeschaft voor beproeving. Van de Albanese tank(s) is niets verder bekend.

## Projecten
Bij wijze van experiment werd in 1936 een exemplaar van de Fiat B uitgerust met een dubbel nevengeplaatst 37mm-kanon. Zulke dubbelkanonnen waren indertijd erg in de mode.
Minstens één Fiat 3000 is in de jaren dertig omgebouwd tot een Carro Commando, waarbij de bewapening vervangen werd door een radio-installatie en de koepel voorzien van een dummykanon. Boven op de koepel kon een hoge zendmast opgericht worden. Overigens was er een beperkt aantal radiosets aangemaakt voor installatie in de standaardtanks; die werd zelden uitgevoerd omdat de radiobuizen toch steeds kapottrilden.
Het chassis van een van de FT-17's vormde in 1918 de basis van een experimenteel 105 mm Cannone d'assolto, in casu een stuk gemechaniseerde artillerie en niet, zoals de naam zou doen vermoeden, een stuk gemechaniseerd geschut. Dit was een project van de Ansaldofabriek.
Er zijn twee projecten geweest om het chassis van de Fiat 3000 te gebruiken als artillerietractor: de FIAT 4000, een vrijwel ongepantserd chassis en de FIAT 4100, een verkleind voertuig.
In 1925 was de Sovjet-Unie geïnteresseerd in de verbetering van haar verouderde "Reno's". Het OAT-ontwerpbureau bestudeerde daarvoor intensief de Fiat 3000, waarop ingenieur Sjoekolow op basis van de verworven inzichten de T-16 ontwierp, overigens een totale mislukking: net als de Fiat 3000 kon het voertuig geen hellingen steiler dan 30 graden beklimmen.